# Lhotka nad Labem
Lhotka nad Labem (deutsch Welhota an der Elbe) ist eine Gemeinde in Tschechien. Sie liegt unmittelbar nördlich von Lovosice an der Elbe und gehört zum Okres Litoměřice.

## Geographie
Das Dorf befindet sich linkselbisch am Fuße des Lovoš. Durch Lhotka führt die Staatsstraße 30 zwischen Lovosice und Ústí nad Labem. Der am Prallhang des Elbknies gelegene Ort ist im Süden mit Lovosice zusammengewachsen.
Nachbarorte sind Malé Žernoseky im Norden, Velké Žernoseky im Nordosten, Žalhostice im Osten, Píšťany im Südosten, Lovosice im Süden, Vchynice im Südwesten sowie Bílinka im Westen.

## Geschichte
Erstmals urkundlich erwähnt wurde Lhotka im Jahre 1348.

## Ortsgliederung
Für die Gemeinde Lhotka nad Labem sind keine Ortsteile ausgewiesen.

## Sehenswürdigkeiten
- Kapelle am Dorfplatz
- Kruzifix
- Lovoš
- Opárenské údolí